# Zatoka Dżaryłgacka
Zatoka Dżaryłgacka (ukr. Джарилгацька затока, Dżaryłhaćka zatoka) – zatoka na północnym brzegu Morza Czarnego, znajduje się pomiędzy lądem stałym a wyspą Dżaryłgacz.
Zachodnia część zatoki nazywana jest Buchtą Dżaryłgacką, na wschodzie łączy się przesmykiem o szerokości 10 km z Zatoką Karkinicką.
Długość zatoki wynosi 70 km, szerokość od 6 do 20 km, a głębokość do 10 m. Brzegi zatoki niskie, gliniaste lub piaszczyste, z mierzejami i limanami.
Wraz z Zatoką Karkinicką stanowi ustanowiony w 1976 roku obszar wodno-błotny o znaczeniu międzynarodowym konwencji ramsarskiej, którego powierzchnia wynosi 147 556,7 ha. Obie zatoki od 2000 roku są również ostoją ptaków IBA Karkinits'ka and Dzharylgats'ka bays organizacji BirdLife International.